# ミック・トムソン
マイケル・ゴードン・トムソン（Mick "The Log" Thomson, Mickael Gordon Thomson, 1973年11月3日 - ）は、アメリカ合衆国アイオワ州デモイン出身のギタリスト。ヘヴィメタルバンド・スリップノットのギタリストの1人。

## 概要
1996年にクレイグ・ジョーンズと役割を代わるという形でスリップノットに加入。当時はYe Olde Music Shopのギター講師だったが、メジャーデビュー以後は講師の仕事から離れる。
影響を受けたギタリストはジミ・ヘンドリックス、イングヴェイ・マルムスティーン、ランディ・ローズ、ジェイソン・ベッカー等。トレモロピッキング、マイナーとディミニッシュを組み合わせたスウィープ奏法を特徴としている。レガート、タッピングは「フルピッキングの方が俺の性に合う」為多用はしていない。
スリップノットでは『サーフィシング』（『スリップノット - SLIPKNOT』収録）の僅かな部分等を除きリードを執らなかったが、2004年の3rdアルバム『VOL.3:（ザ・サブリミナル・ヴァーシズ） - VOL.3: (THE SUBLIMINAL VERSES) 』収録の『パルス・オブ・ザ・マゴッツ』でのジェイムズ・ルートとの掛け合い、『ヴァーミリオン』等でソロを披露。
現在はスリップノットの2年間の休業期間を利用してソロアルバムを制作中、日本のギター雑誌、YOUNG GUITAR2005年10月号、12月号でも予告した。過去にも制作途中で様々なアクシデントにより挫折していたが、2006年5月にはギタークリニック、翌年にはマルヴォレント・クリエイションの楽曲『デリヴァー・マイ・エネミー』（2007年9月発売予定『ドゥームスデイX - Doomsday X』収録）へのギターソロの提供等、1人のミュージシャンとしての活躍も本格的になり始めている事から、順調に進んでいるようである。

## 人物
身長約190cm、体重約100kgというレスラー並みの体格をしている。
猫が好きで自宅でも飼っている。スリップノットのDVD中で、「休みの日には何をしてるのか？」というインタビューの質問に「一日中マスをかいてるに決まってるだろう」と答えている。
猟奇的殺人事件に関する話題が好きで、LuparaというデスメタルバンドのPVで、通り魔に扮したこともある。
初来日時、右腕に“嫌悪”（B.C.リッチ製のギターを使用していた時は指板に"HATE"のインレイが施されていた）という漢字の刺青を施した。母親にこの文字の意味を聞かれ、「日本語で“美しい虹”」と答えた。また、左腕の"seven"（スリップノットとしての彼の番号）の刺青はアイバニーズ製の自身のギターとオベーション製の自身のギター、リヴェラ製のシグネチュア・アンプにも施されている。
ギター雑誌の取材を受ける度に「ギターが上手くなりたかったら友達（ただの遊び仲間？）を持つな！人との付き合いを断って自分の部屋で練習に専念しろ！」というアドバイスで締め括る。これは自身が、家にこもって1日10時間以上も練習をしていた経験から来ている。また、「酒の入った状態でギターに手を出すのは有り得ない」とも言い切っている。
2012年10月5日、長年のガールフレンドと結婚した。
2015年3月11日、自宅で弟のアンドリューと口論になり、双方とも（ミックは後頭部）に刺し傷を負う重傷となった。いずれも命に別条はなかったが、事件当時両者ともに泥酔していた模様である。

## 使用機材
2000年代初頭、トムソンはB.C. Richのシグネチャーモデルを演奏していた。主にウォーロックを演奏していたが、時折リッチ・ビッチも使用された。トムソン仕様のウォーロックは、アメリカ製のカスタムモデルで、マホガニーボディ、メイプルネック、エボニーフレットボードを採用。ヘッドストックにオールドスタイルのB.C. Richの 「R」 ロゴが施され、光沢のあるブラック仕上げのボディーに白いバインディング、または対照的な赤い仕上げのボディーにブラックバインディングの外観であった。また、5フレットから2フレットのフレットボード位置に「HATE」、12フレットには 「MICK」 のカスタムインレイが施されている（他の位置のフレットボードは無地）。ハードテイルブリッジ、ブリッジとネックにEMGハムバッカー、ボリュームコントロールに配線された3ポジションのピックアップセレクターを搭載。また、NJ Warlock Signature Seriesからアーティストモデルが市販されており、外観的には本人仕様のカスタムモデルと異なり、ローズウッドのフレットボード、ヘッドストックにB.C. Richのスクリプトロゴ、そしてヘッドストックの裏側に再現された "Mick #7" のサインがあり、さらに の12フレットに「Signature Series」のインレイが施されていた。
2003年からはスタジオとツアーでアイバニーズ製のギターを演奏するようになり、レコーディングではSlipknotの3枚目のスタジオアルバム「Vol. 3: (The Subliminal Verses)」から使用されている。2006年にシグネーチャーモデルであるTMT1が製作され、RGTシリーズをベースにマホガニーボディー、リバースヘッド、メイプル/ウォルナットの5ピースネック、ローズウッドのフィンガーボードにジャンボフレット、ハードテイルタイプのFixed Edgeブリッジが採用されている。5フレットから1フレットのフレットボード位置に「SEVEN」のカスタムインレイが施され、当初ピックアップはEMG製を搭載していたが、2008年にSeymour Duncan　Blackouts、2010年にMick Thomson's signature Blackoutへの変更、アップグレードが行われている。これらは全て同社のカスタムショップのルーシアーによって製作され、 d'Addario EXL117弦が採用されている。2007年にはTMT1をマスマーケット向けにスペック変更したTMT2が発表され、2011年まで販売された。2012年にはMTM100が発表され、Xシリーズをベースに、スルーネックのメイプル/ウォルナットのウィーザード IIIネック、マホガニーボディー、Seymour Duncan Blackouts EMTY ピックアップと Fixed Edgeブリッジ、オリジナルシェイプが採用されている。また、MTM100をマスマーケット向けにスペック変更したMTM10が発表されている。2014年にはTMT2のスペックを踏襲し、フレットボードに「SEVEN」のカスタムインレイが施されたMTM20が発表され、2016年まで販売された。
2010年にはオベーションとパートナーシップを結び、「SEVEN」の特徴的なカスタムインレイがフィンガーボードに施されたアコースティックギターMT-37-5が製作されている。
2016年7月、Jackson Guitarsがトムソンが自社のアーティストロースターに加わったことを発表。同社に加わることについてトムソンは、「Jacksonファミリーの一員であることを非常に誇りに思う」と宣言し、自身のカスタム仕様のDouble RhoadsおよびSoloistモデルを「素晴らしい」と絶賛した。 トムソン仕様のシグネチャーJackson Soloistは、USA限定モデル、USA標準モデル、およびインポートモデルがラインナップされている。これらはすべてリバースヘッド、マホガニーボディ、スルーネック仕様のグラファイト強化メイプルネック、ロッキングナット、シングルボリューム、および3ポジションブレードスイッチ、彼のシグネーチャーピックアップSeymour Duncan EMTY Blackoutが採用されている。USA限定モデルには固定マウントのFloyd Roseプロブリッジが搭載されており、USA標準モデルとインポートモデルにはファインチューナー付きの同様のJacksonデザインのハードテイルブリッジが搭載されている。
2023年3月、トムソンはESP GuitarsとFishmanピックアップとのエンドースメント契約を発表した。
ハードウェアではエフェクトペダルにMaxon OD820、Death by Audio Fuzz War、MXR Carbon Copy Delay、Electro-Harmonix Bassballs Envelope Filter、および彼のギターテクニシャンであるKevin Allenが製作したカスタムのファズペダルを使用している。アンプはMarshall等を経て、RIVERAのアンプを使用している。